# المركز الوطني للأطفال المفقودين والمستغلين
المركز الوطني للأطفال المفقودين والمستغلين (بالإنجليزية: National Center for Missing & Exploited Children)‏ منظمة خاصة غير ربحية تأسست في العام 1984 من قبل الكونغرس في الولايات المتحدة. في سبتمبر 2013، أعاد مجلس النواب في الولايات المتحدة ومجلس الشيوخ الأمريكي بالاتفاق مع باراك أوباما رئيس الولايات المتحدة، تخصيص مبلغ 40 مليون دولارأمريكي، لتمويل المركز كجزء من قانون إعادة إقرار مساعدة الأطفال المفقودين لعام 2013. الرئيس الحالي للمنظمة هي بات يويتيرلينغ المناصرة لسلامة الأطفال.